# Quarte diminuée

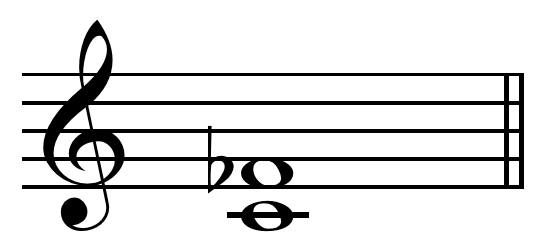
Une quarte diminuée do-fa bémol.

En musique, une quarte diminuée est un intervalle de quatre demi-tons. Elle est formée à partir d'une quarte juste diminuée d'un demi-ton chromatique. Dans un tempérament égal à douze demi-tons (gamme tempérée), elle est l'équivalent enharmonique de la tierce majeure.